# Huhtisaari (ö i Päijänne-Tavastland, Lahtis, lat 61,25, long 26,03)
Huhtisaari är en ö i Finland. Den ligger i sjön Ruotsalainen och i kommunen Heinola i den ekonomiska regionen  Lahtis ekonomiska region  och landskapet Päijänne-Tavastland, i den södra delen av landet, 130 km nordost om huvudstaden Helsingfors. Öns area är 15,2 hektar och dess största längd är 0,6 kilometer i sydöst-nordvästlig riktning.